# 佐々木良
佐々木 良（ささき りょう、1960年〈昭和35年〉 - ）は、日本の国土交通官僚。国土交通省九州運輸局長、大臣官房サイバーセキュリティ・情報化審議官、国土交通政策研究所長を務めた。

## 人物・経歴
富山県富山市出身。富山県立富山中部高等学校を経て、1984年一橋大学法学部卒業、運輸省入省。2002年国土交通省大臣官房会計課企画官。国土交通省航空局飛行場部管理課空港管理室長や、国土交通省鉄道局幹線鉄道課長を経て、2010年国土交通省大臣官房参事官（税制担当）。
2011年国土交通省航空局総務課長。2012年国土交通省総合政策局総務課長。2013年経済産業省大臣官房審議官（商務流通担当・国際博覧会担当）。2015年国土交通省大臣官房審議官（総合政策局、鉄道局、海事局、港湾局、危機管理担当）。2016年に新設された国土交通省大臣官房の初代サイバーセキュリティ・情報化審議官に就任。
同年8月1日から国土交通省九州運輸局長を務め、熊本地震や博多駅前道路陥没事故への対応や、運送業界での人手不足が続く中、物流効率化政策推進本部を設置し、モーダルシフトを進める施策などにあたった。
2017年7月6日、大臣官房付、即日辞職。7月7日独立行政法人鉄道建設・運輸施設整備支援機構理事長代理 。2019年10月1日国土交通省国土交通政策研究所長。2020年7月21日、退官。同年11月日本郵船アドバイザー。2021年成田エアポートテクノ取締役副社長。2022年成田エアポートテクノ代表取締役社長。